# Marc Halévy
 (novembre 2019).
Si vous disposez d'ouvrages ou d'articles de référence ou si vous connaissez des sites web de qualité traitant du thème abordé ici, merci de compléter l'article en donnant les références utiles à sa vérifiabilité et en les liant à la section « Notes et références ».
Pour les articles homonymes, voir Halévy.
Marc Halévy, né le 3 mai 1953 à Bruxelles, est un écrivain français.

## Biographie
Il écrit sur la Kabbale, le taoïsme et la franc-maçonnerie, et sur leur convergence avec les vues de la physique contemporaine.
Il soutient une idée de l'accumulation du temps — le temps ne passe pas, il s'accumule — et des théories dérivées de la panmnésie et des homéomnésies pour rendre compte des processus d'autopoïèse.

## Publications
- L'infocentre : contribution à l'ouvrage collectif : Organisation et Informatique, Ed.: Presses universitaires de Bruxelles, 1985
- Optimalisation des chemins méthodologiques pour la réalisation des systèmes d'information in Informatique et organisations, Ed.: Éditions de l'Université de Bruxelles - 1986
- Les Métamorphoses de l'homme papillon, Ed. Presses inter-universitaires européennes, 1989 (épuisé)
- Lorsque je devins roi …, Ed. Le Hêtre pourpre, 1995
- Quadrillage du Futur, SCEPS, Ed. Presses inter-universitaires européennes, 1997
- L'œil de Pinocchio, Ed.: Maran Communications, 1999 (épuisé)
- Valeurs féminines et Management : contribution à l'ouvrage collectif sur La Femme des Facultés Notre-Dame de la Paix à Namur, Ed. PUN, 2003
- L'Entreprise réinventée. Le grand virage des managers, Éditions Namuroises, 2003.
- Dix pistes pour le futur : contribution au numéro spécial : Théories et pratiques de la création des Cahiers internationaux du symbolisme sous la direction du Centre interdisciplinaire d'études philosophiques de l'université de Mons-Hainaut, Ed. CEPHUM, 2004
- Le Tao du management, Ed. L'arbre d'or - 2004.
- De l'Être au Devenir (Tomes 1,2, 3, 4 et 5), Ed. L'arbre d'or, 2004, 2005, 2006, 2007, 2008
- L'avenir commence aujourd'hui, Ed. L'arbre d'or, Juin 2005
- L'Âge de la connaissance. Principes et Réflexions sur la révolution noétique au XXIe siècle, M2 Éditions, octobre 2005
- Une voile au soleil - Éditions Marane - décembre 2005
- Facing the noetic revolution contribution à : Turning points in the transformation of the global scene (The polish association for the Club de Rome - Janvier 2006)
- Sciences et sens - Éditions Marane - 2007
- Aux sources de la Kabbale et de la Mystique juive, Dangles, octobre 2007
- Vol de fusée - Éditions Marane - 2007
- Dame Diane, magicienne - Éditions Marane - 2008
- Philosophie maçonnique, Oxus, octobre 2008
- Que vaut une idée ? Introduction à l'économie immatérielle, Edipro, mars 2009
- La Pensée hébraïque, Dangles, mars 2009
- Travail et emploi, Dangles, mai 2009
- Le Taoïsme, Eyrolles, août 2009
- Journal d'un orateur de loge, Dangles, septembre 2009
- Le Principe frugalité. Une autre croissance pour vivre autrement, Dangles, février 2010
- Économie démonétisée, Dangles, septembre 2010
- Petit traité de management post-industriel, Dangles, novembre 2010
- Un univers complexe. L'autre regard sur le monde, Oxus, janvier 2011
- Le sens du divin - Au-delà de Dieu et des dieux. Oxus, 2011
- Kabbale initiatique. Un éclair dans l'arbre de vie, Dangles, février 2011
- Mondialisation et Relocalisation. Entre Terre et Terroir, Dangles, 2012,  (ISBN 9782703309376)
- Lecture du Tao, Oxus, 2012,   (ISBN 978-2-8489-8169-7)
- Kabbale théosophique. La vision du char divin, Dangles,  (ISBN 978-2-7033-0962-8)
- Citations de Nietzsche expliquées, Eyrolles, avril 2013.
- Prospective 2015-2025, L'après-modernité, Éditions Dangles, 2013.
- Les autres dimensions de l'esprit, Oxus, avril 2015.
- Les mensonges des Lumières, Le Cerf, avril 2018.
- La franc-maçonnerie est-elle une gnose?, Dervy, juin 2018
- Le parrainage maçonnique traditionnel, pourquoi et comment ?, Dervy, septembre 2020.
- Participation à l’ouvrage collectif de Marc Welinski, Comment bien vivre la fin de ce monde, Éditions Guy Trédaniel, mars 2021.
- Kabbale et Franc-maçonnerie, Ubik Editions, 2021
- Après la Modernité, quelle Franc-maçonnerie ?, Ubik Editions, 2021
- Construire Dieu et le monde, regard d'un franc-maçon, Ubik Editions 2021
- La franc-maçonnerie est-elle un idéalisme ?, Dervy, juin 2022.
- Qu'est-ce que la Fraternité maçonnique ?, Dervy, mars 2023.
- Vivre la complexité, en cheminant avec Edgar Morin, Ubik Editions, février 2023
- La sagesse maçonnique existe-t-elle ? - Origine, symboles, actualité, Dervy, janvier 2025

## Articles
- « Friedrich Nietzsche ou l’éternel retour du grand Pan », sur linactuelle.fr, L'inactuelle, 7 janvier 2019